# Aurel (prenume)
Aurel este un prenume masculin românesc care se poate referi la:

### A
- Aurel Acasandrei
- Aurel Aldea
- Aurel Angelescu
- Aurel Anton
- Aurel Ardelean
- Aurel Gheorghe Ardeleanu
- Aurel Avramescu

### B
- Aurel Babeș
- Aurel Baciu
- Aurel Baranga
- Aurel Barbu
- Aurel Maria Baros
- Aurel Băeșu
- Aurel Băieșu
- Aurel Bărglăzan
- Aurel A. Beleș
- Aurel Bordenache
- Aurel Bratu
- Aurel Bulgariu

### C
- Ion Aurel Candrea
- Aurel Cărășel
- Aurel Chelbea
- Aurel Cioranu
- Aurel Ciupe
- Aurel Liviu Ciupe
- Aurel Codoban
- Aurel Cojan
- Aurel Cucu

### D
- Aurel Daraban
- Aurel Decei
- Mihai-Aurel Donțu
- Aurel Dragomir
- Aurel Duca
- Aurel Dumitrașcu
- Aurel Dumitru
- Aurel Duruț

### G
- Aurel Găvan
- Aurel Ghirocean
- Aurel Ghițescu
- Aurel Giroveanu
- Aurel Giurumia
- Aurel Gore
- Aurel Grigoraș
- Aurel Gubandru
- Aurel Guga
- Aurel Gurghianu

### I
- Aurel Iancu
- Aurel Constantin Ilie
- Dan Aurel Ioniță
- Aurel Iozif

### J
- Aurel Jecan
- Aurel Jiquidi

### L
- Aurel Lazăr
- Aurel Leluțiu
- Aurel Leon
- Aurel Leucuția
- Aurel Lupu

### M
- Aurel Manolache
- Aurel Maxim
- Aurel Mărăcescu
- Aurel Mihailopol
- Aurel Miheleș
- Aurel Miloș
- Aurel Moga (medic)
- Aurel Moga (politician)
- Aurel Moiș
- Aurel Moldovan
- Aurel Dragoș Munteanu

### N
- Aurel Neagu
- Aurel Nechita
- Aurel Negucioiu
- Aurel Niculae
- Aurel Niculescu

### O
- Aurel Olărean

### P
- Aurel Panait
- Aurel Pană
- Aurel Pantea
- Constantin Aurel Papuc
- Aurel Percă
- Aurel Persu
- Aurel Petrescu
- Ioan-Aurel Pop
- Aurel Popa
- Aurel Popovici
- Aurel Popp
- Aurel Preda
- Aurel Puiu

### R
- Aurel Racovitză
- Aurel Rațiu
- Aurel Rădulescu
- Aurel Rău
- Aurel Rogalschi
- Aurel Romila
- Ioan Aurel Rus

### S
- Aurel Sasu
- Aurel Sava
- Aurel Savin
- Aurel Gabriel Simionescu
- Aurel Sîntimbrean
- Aurel Știrbu
- Aurel Stodola
- Ion Aurel Stoica
- Aurel Stroe
- Aurel Suciu
- Aurel Șunda

### T
- Aurel Tămaș
- Aurel Țicleanu
- Aurel Tudose

### V
- Aurel Vainer
- Aurelia Vasile
- Aurel Vernescu
- Aurel Vijoli
- Aurel Vlad
- Aurel Vlad (sculptor)
- Aurel Vlaicu
- Aurel Vlădoiu

### Z
- Aurel Zaremba
- Aurel Zegreanu